# Pays messin
Pour le canton mosellan de 2014, voir canton du Pays messin.
Pour les articles homonymes, voir messin.
Le pays messin était, depuis au moins le XIe siècle, une entité territoriale formée par les villages aux alentours de Metz au Moyen Âge relevant en partie de la ville de Metz et en partie de la principauté épiscopale de Metz. Depuis le XXe siècle, on résume l'appellation de pays messin à l'arrondissement de Metz.

« Metz aux campagnes magnifiques,
Rivières aux ondes prolifiques »

— Paul Verlaine, Ode à Metz

## Géographie
De par sa définition, la forme du pays messin a probablement beaucoup varié au cours de l'histoire. Si au Moyen Âge et jusqu'aux Temps modernes il s'étirait beaucoup au sud, il a fini par prendre la forme de l'arrondissement de Metz, formant une entité plus ou moins circulaire.
On sait qu'au cours du XVIe siècle, le monolithe dit la Haute-Borne (origine gallo-romaine, 1,80 mètre de hauteur et 60 centimètres de large, de forme cylindrique), qui se situe à l’entrée du bois de Coulange au début du XXIe siècle, a été déplacé plusieurs fois au cours de l’histoire aux environs de Mondelange, Hagondange et Talange ; il servait comme ultime borne en pays messin délimitant le duché de Lorraine et la province de Luxembourg.

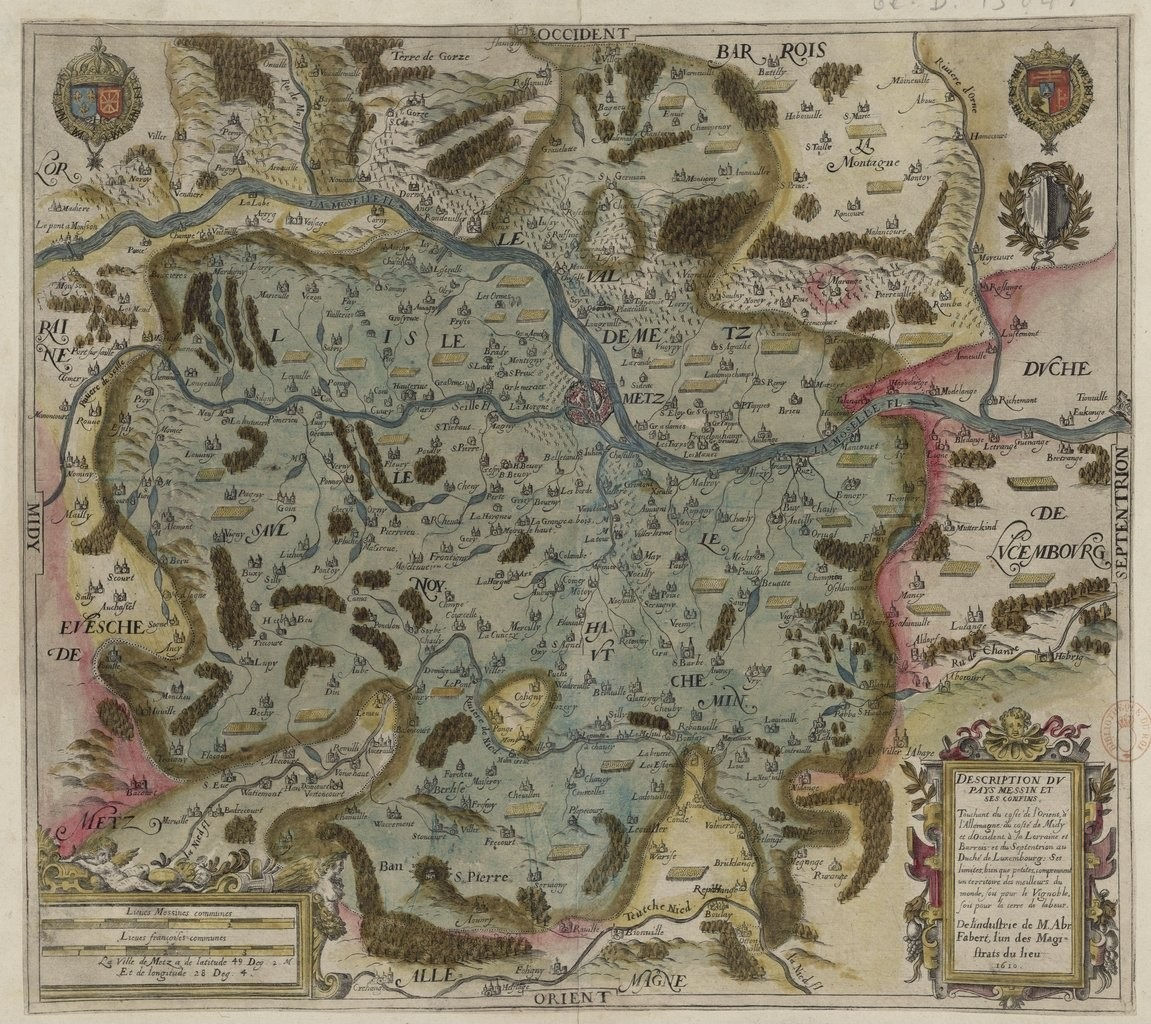
Le pays messin (bleu) et ses confins en 1610.

### À la Révolution
Le pays messin est composé de 7 secteurs : 
- le Haut-Chemin au nord-est ; entre la Moselle et la Nied : une quarantaine de villages dont Noisseville, Antilly, Failly, Vrémy, Vry ;
- le Saulnois-en-pays-messin au sud-est (à ne pas confondre avec le Saulnois qui est le pays du sel) entre la Seille et la Nied française : une quarantaine de villages, dont Borny, Ars-Laquenexy, Peltre, Verny, Lemud, etc. ;
- l’Isle ou « entre deux eaux », entre la Moselle et la Seille, au sud, 13 villages, dont Montigny, Augny, Jouy-aux-Arches, Marieulles ;
- le val de Metz, sur la rive gauche de la Moselle : 20 villages parmi lesquels Longeville, Plappevilie, Gravelotte, Rezonville en partie, Vernéville, Amanvillers, etc. ;
- le Franc-Alleu, à l'est de la Seille, avec Baudrecourt, Chénois, Morville-sur-Nied, etc. ;
- de ban de Bazailles, ;
- la terre de Gorze.

### Depuis leXIXesiècle

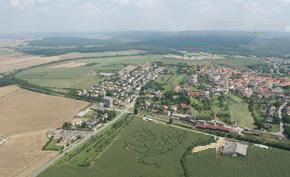
Labyrinthe végétal de Vigy.

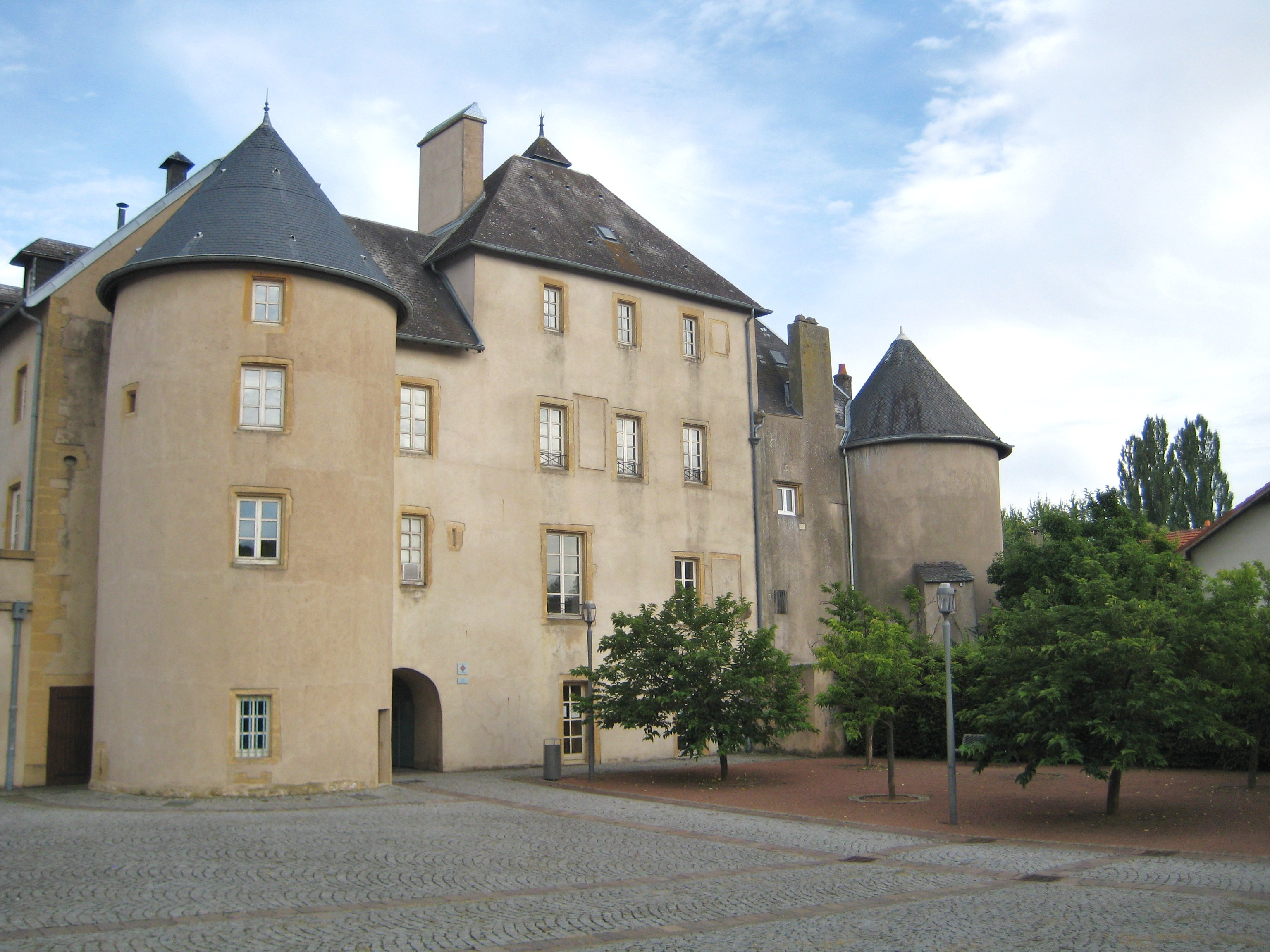
Château Fabert à Moulins-lès-Metz

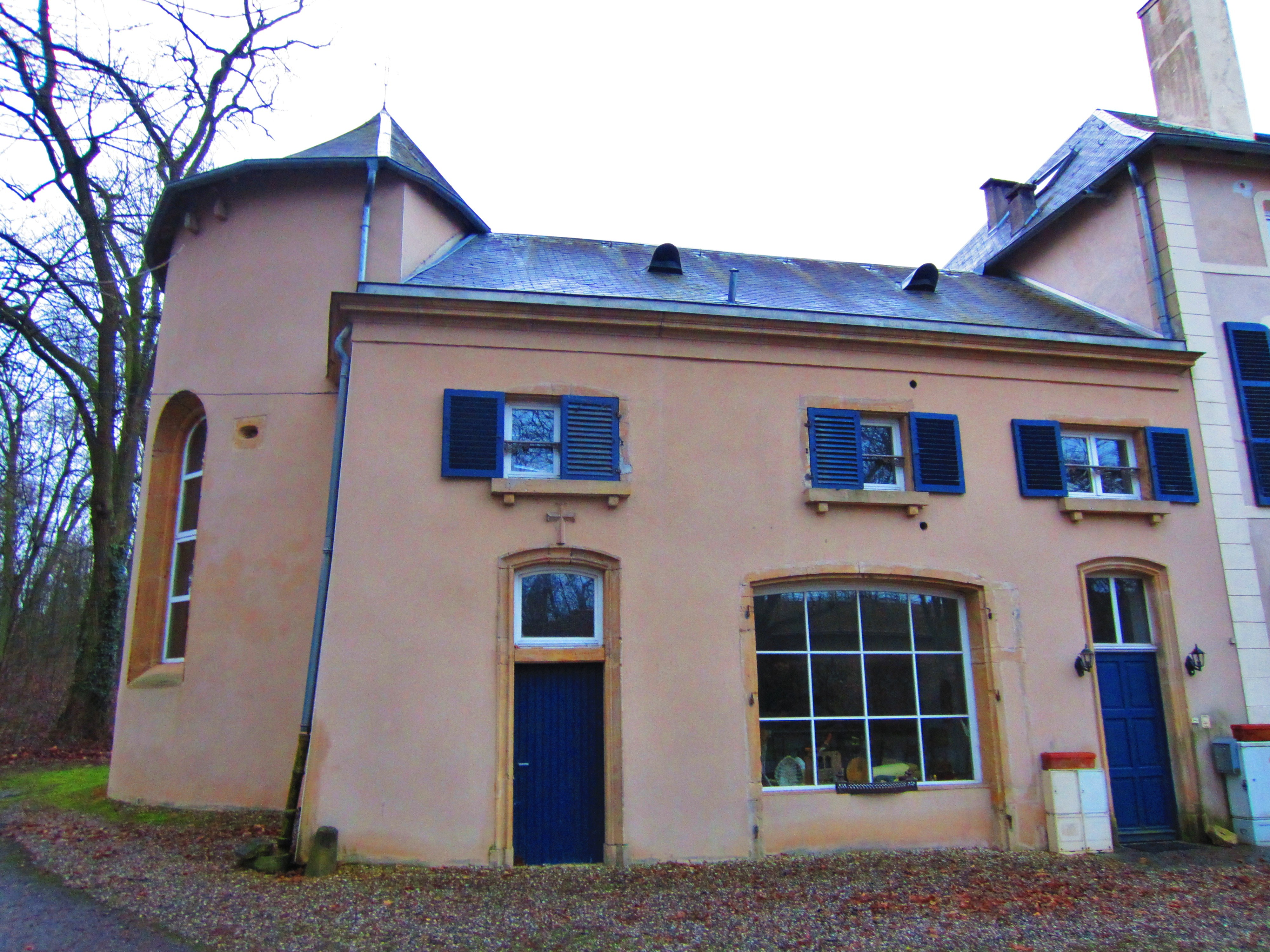
Château de Montoy Flanville, haut lieu du protestantisme en Lorraine

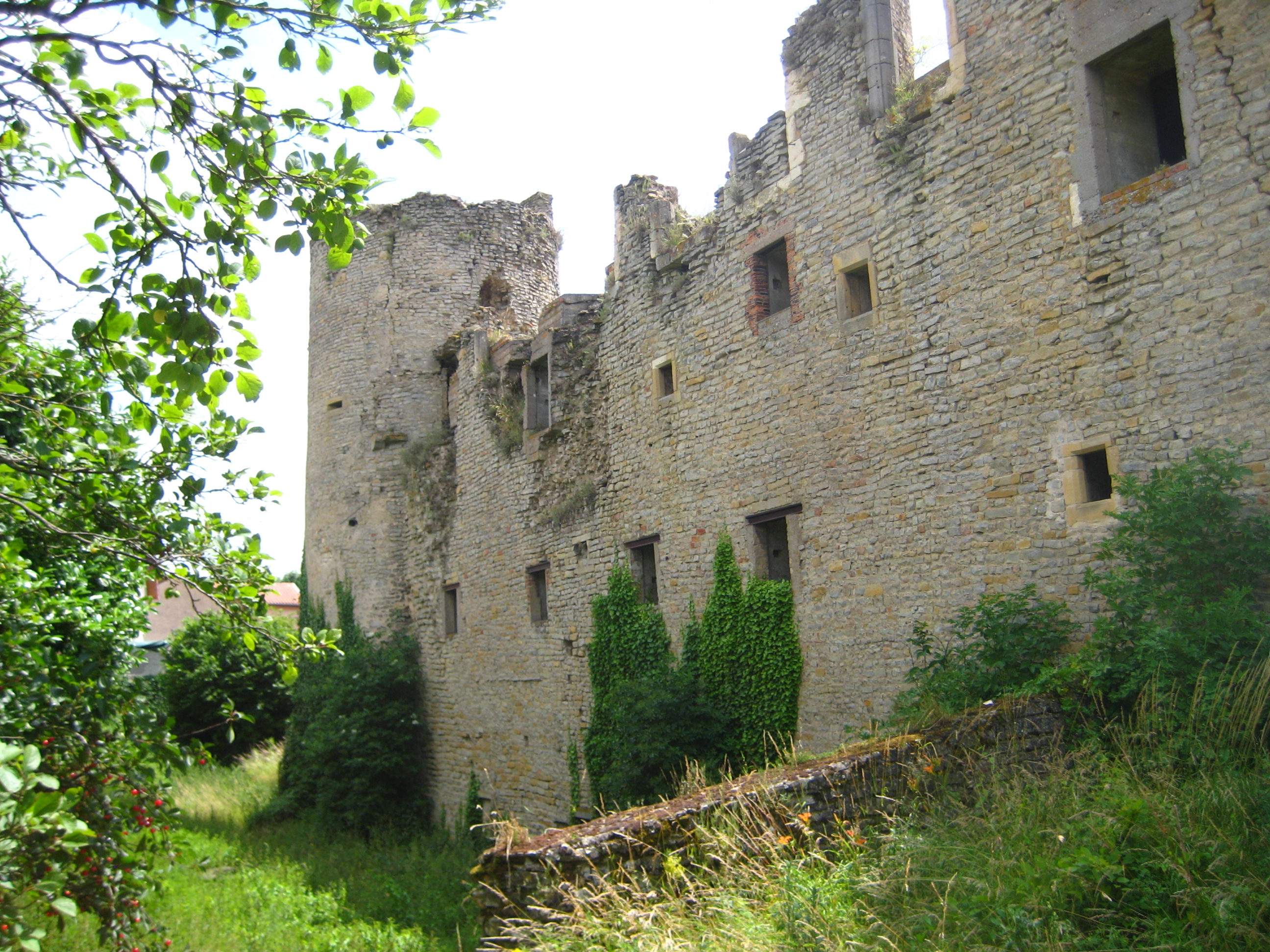
Château de Louvigny

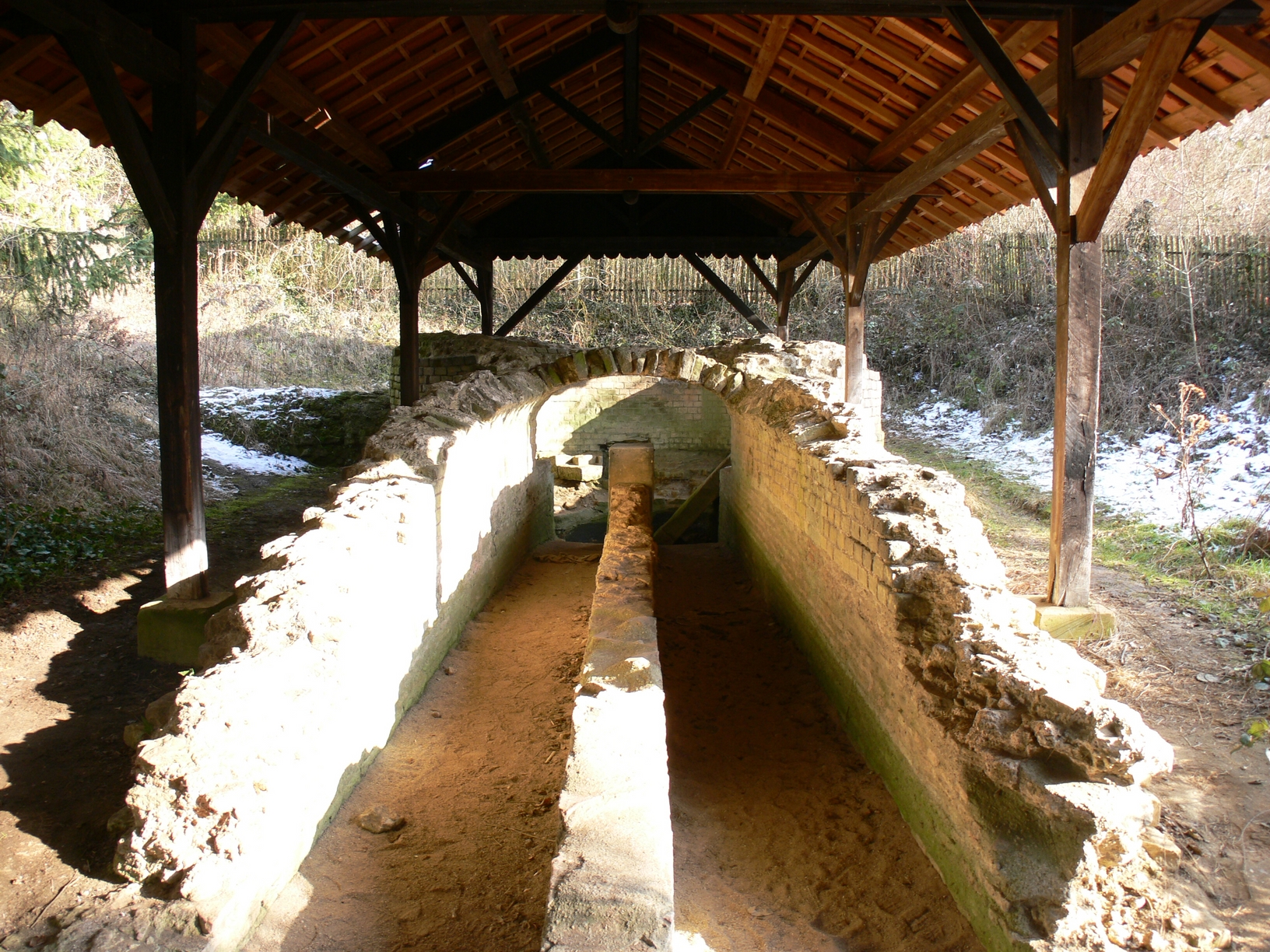
Jouy-aux-Arches, bassin collecteur de l'aqueduc gallo-romain.

Le pays messin peut être considéré comme un pays traditionnel dont l'héritage est historique. La locution a été réactivée pour désigner un territoire de projet sur le plan touristique. Ainsi le pays messin constituerait l’un des sept « pays » mosellans (http://en.moselle.free.fr/Pratique/cartepays.htm). Le découpage est assez proche des arrondissements de la Moselle : le pays messin est jouxté par le pays de Thionville —  ou Thionvillois — au nord, le pays de Nied à l’est et le pays du Saulnois au sud-est[réf. incomplète].

## Toponymie
- Anciennes mentions : Metensis pagus (636) ; Ducatus moslensis in comitatu mettensi (783) ; Pagus Mediomatricensis (863) ; Finis Mettensis (880) ; Comitatus Mettensis (882) ; Finis vel pagus Mettensis (1046) ; Le pays de Mets, Metsain, Messin, le Messein, le Messain (XVe-XVIIe siècles)[4].
- En allemand : Metzgau[5], en latin : Pagus Mattensis.

## Histoire
Le pays messin correspond à l'origine à la couronne des possessions épiscopales s'étirant autour de la ville de Metz. Or au XIIIe siècle à la suite de la guerre des Amis l'évêché se voit amputé de sa capitale. Cette dernière érigée en cité autonome se verra prendre de l'ascendant sur un ensemble de terres et de villages présents dans ses environs, c'est pourquoi au XIVe siècle l'évêque s'installera dans le Saulnois à Vic-sur-Seille à distance du pays messin.
Au cours des années l'évêque perd du pouvoir sur les villages du pays, si bien que la ville de Metz obtient de faire payer son impôt sur une vaste zone allant de la Nied française aux limites des possessions épiscopales de Gorze. De plus, de nombreuses familles messines issues des paraiges ont exercé leur pouvoir sur des villages de la région, comme la famille de Heu notamment sur Ennery dont le blason actuel correspond aux armoiries de la famille.
Cette situation durera jusqu'au XVIIe siècle, quand les traités de Westphalie ratifieront l'annexion au royaume de France des villes libres d'Empire et des temporels épiscopaux Lorrains.
Les cigognes ont habité le pays messin pendant des siècles, mais ont disparu à cause du dessèchement des étangs, marais et autres terrains marécageux. Elles appréciaient les régions humides, comme celle de Solgne dont le nom signifiait cigogne en dialecte roman.

Architecture à Gorze
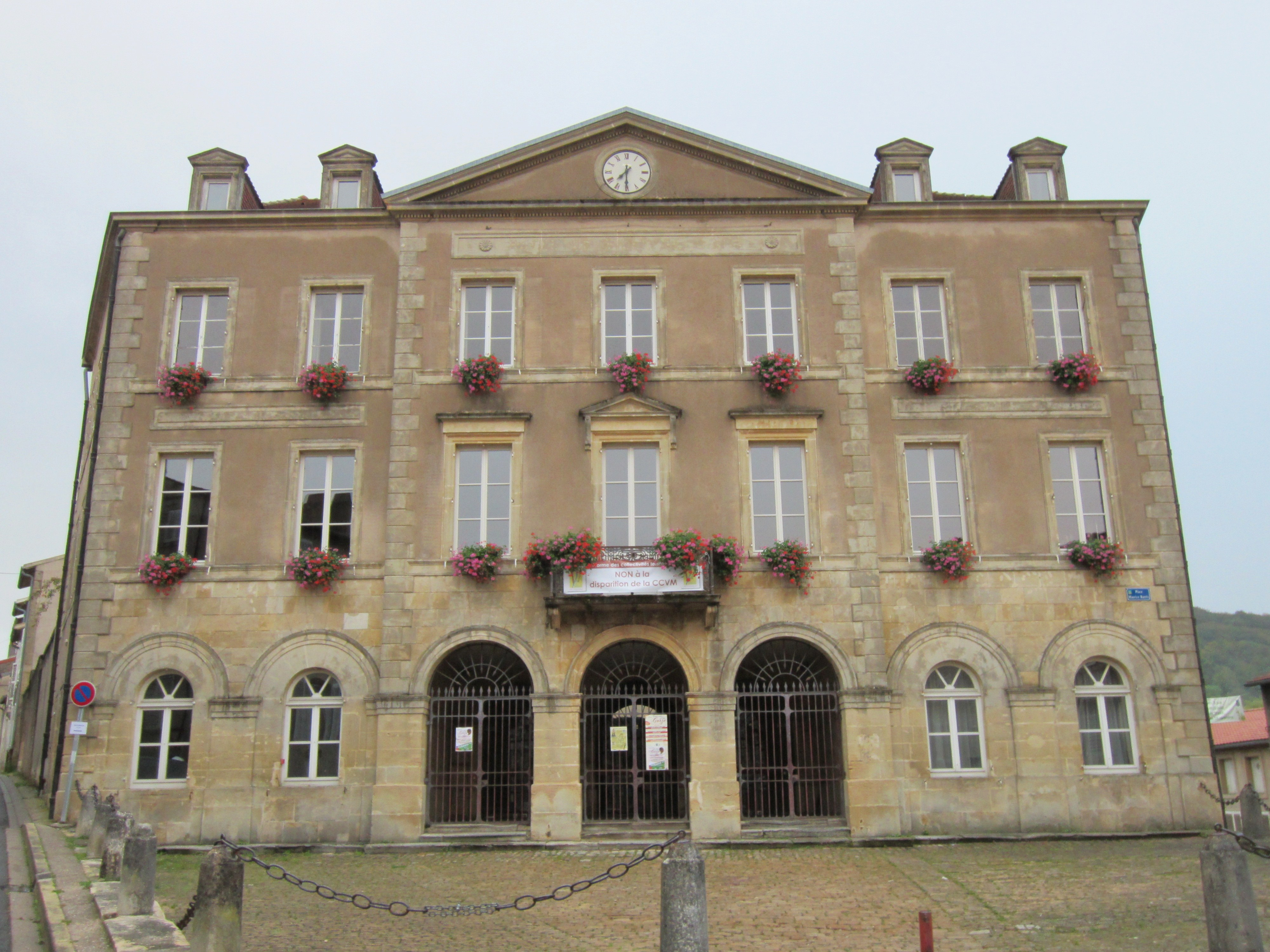
Ancien hôtel de ville.
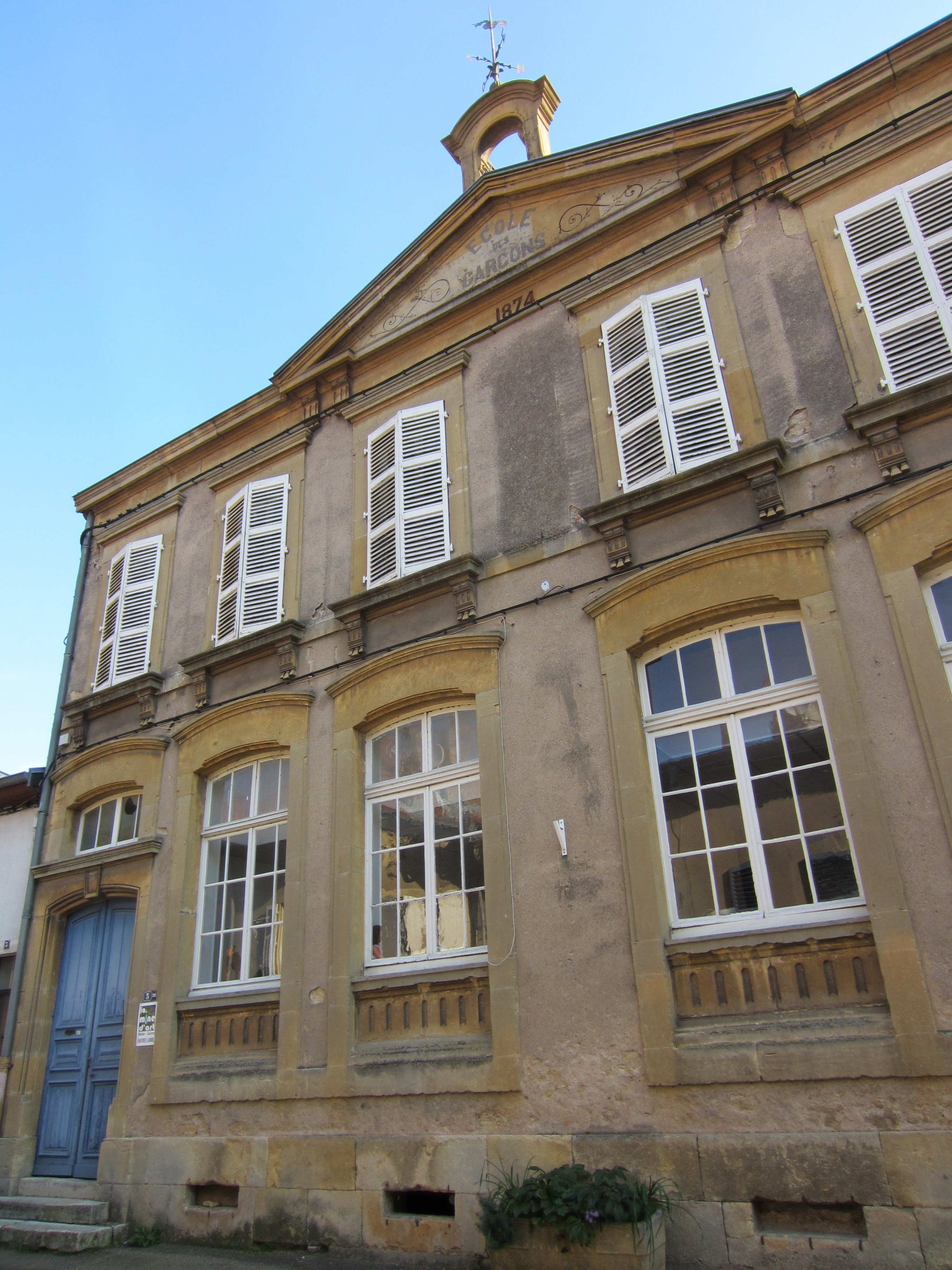
Ancienne école.
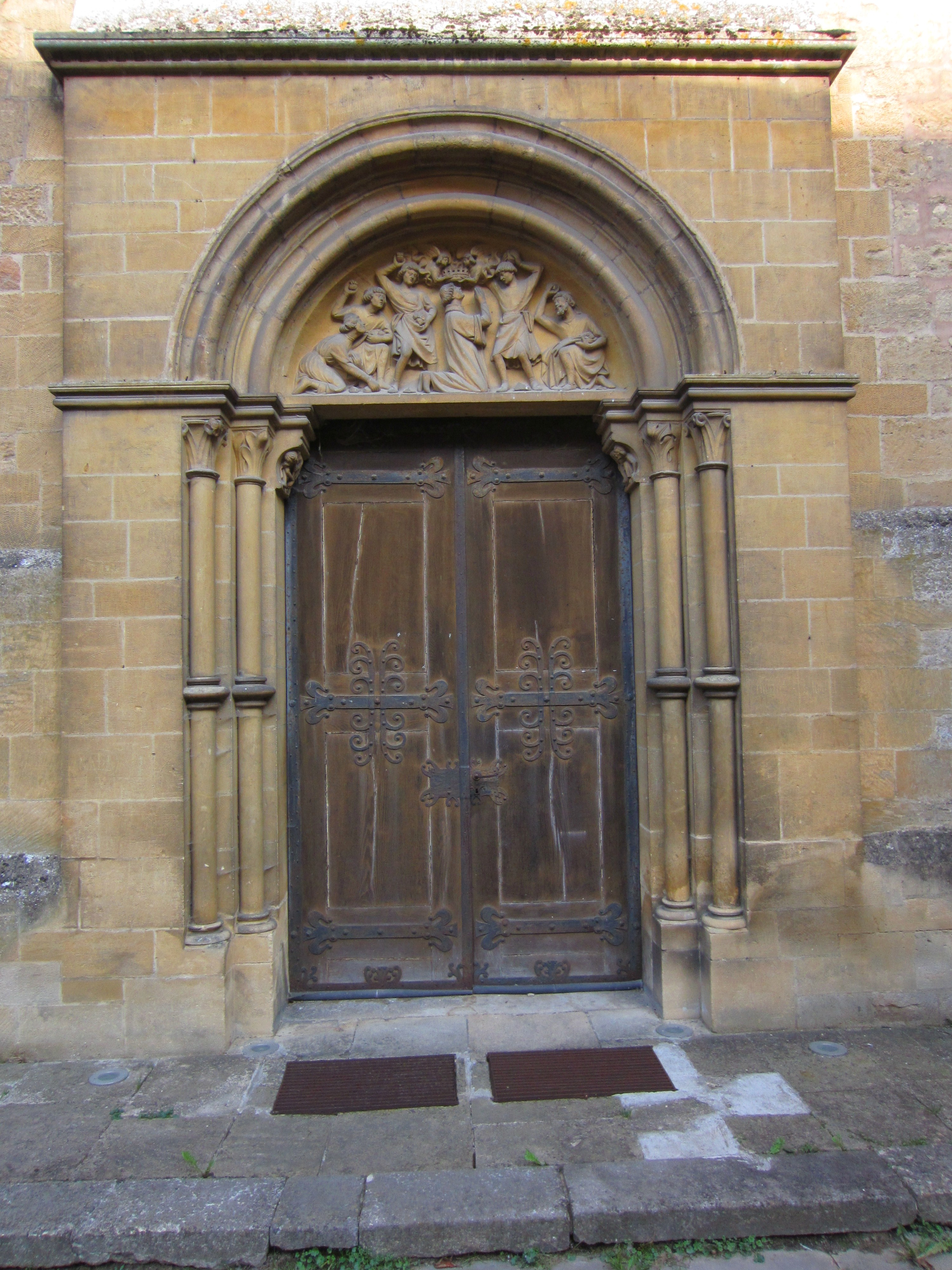
Porte de la collégiale Saint-Étienne.

### «Cela tombe comme à Gravelotte»

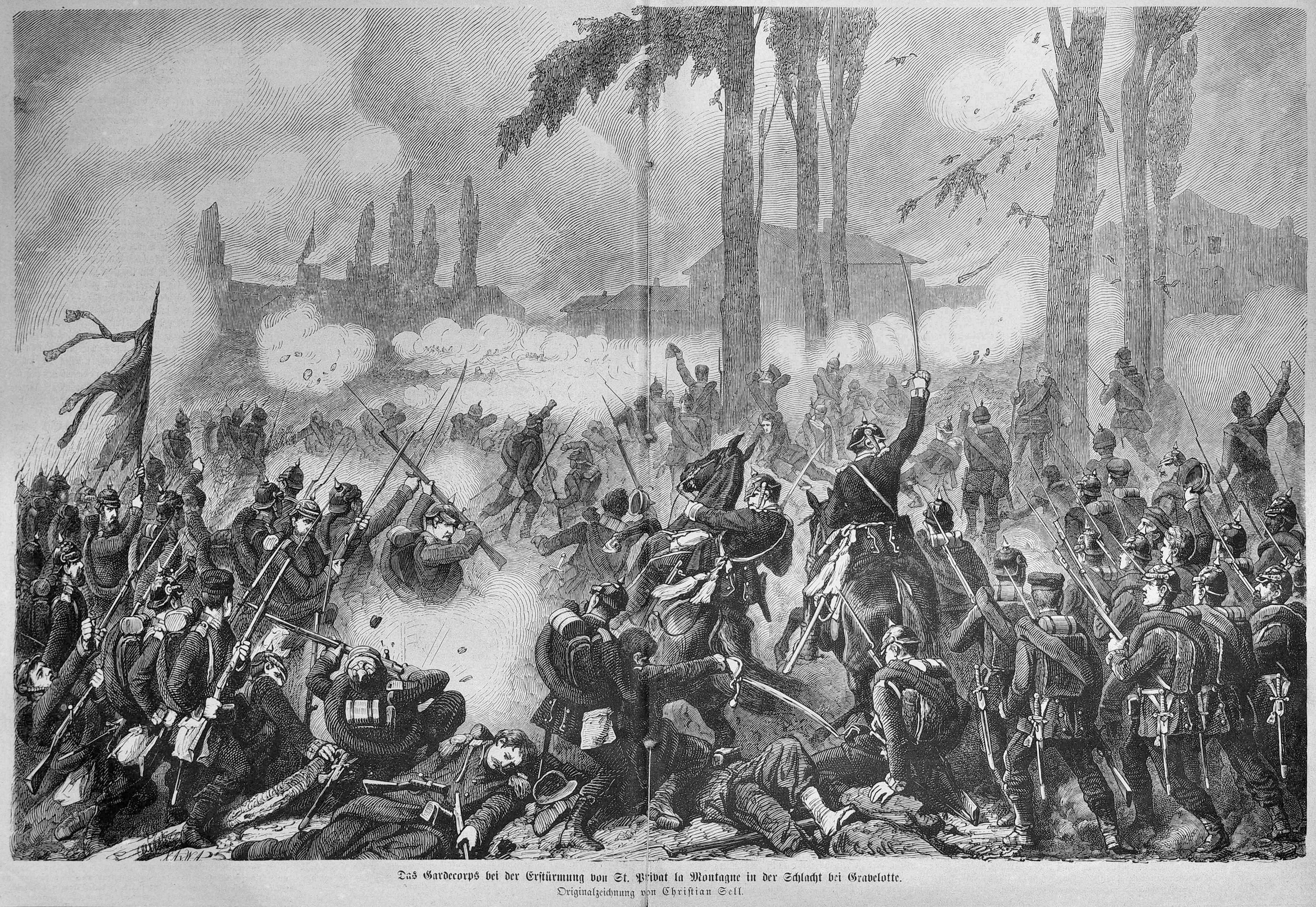
Le corps de garde en prise à Saint-Privat-la-Montagne lors de la bataille de Gravelotte. Gravure d’après une œuvre originale de Christian Gell.

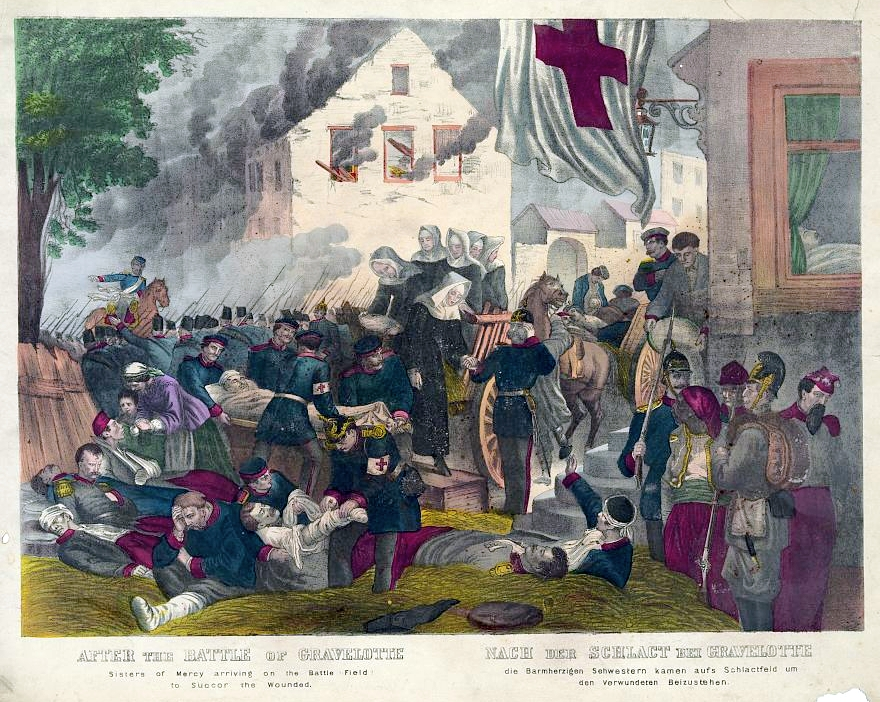
Les sœurs de la Miséricorde de Mercy à la bataille de Gravelotte.

Saint-Privat-la-Montagne (autrefois Barrois) et Gravelotte sont des petits villages du pays messin où ont lieu les batailles les plus meurtrières de la guerre de 1870, les 16 et 18 août. Les pertes étaient plus lourdes pour les Français, qui comptent plus de morts et de disparus pour une armée moins importante que l'armée prussienne.

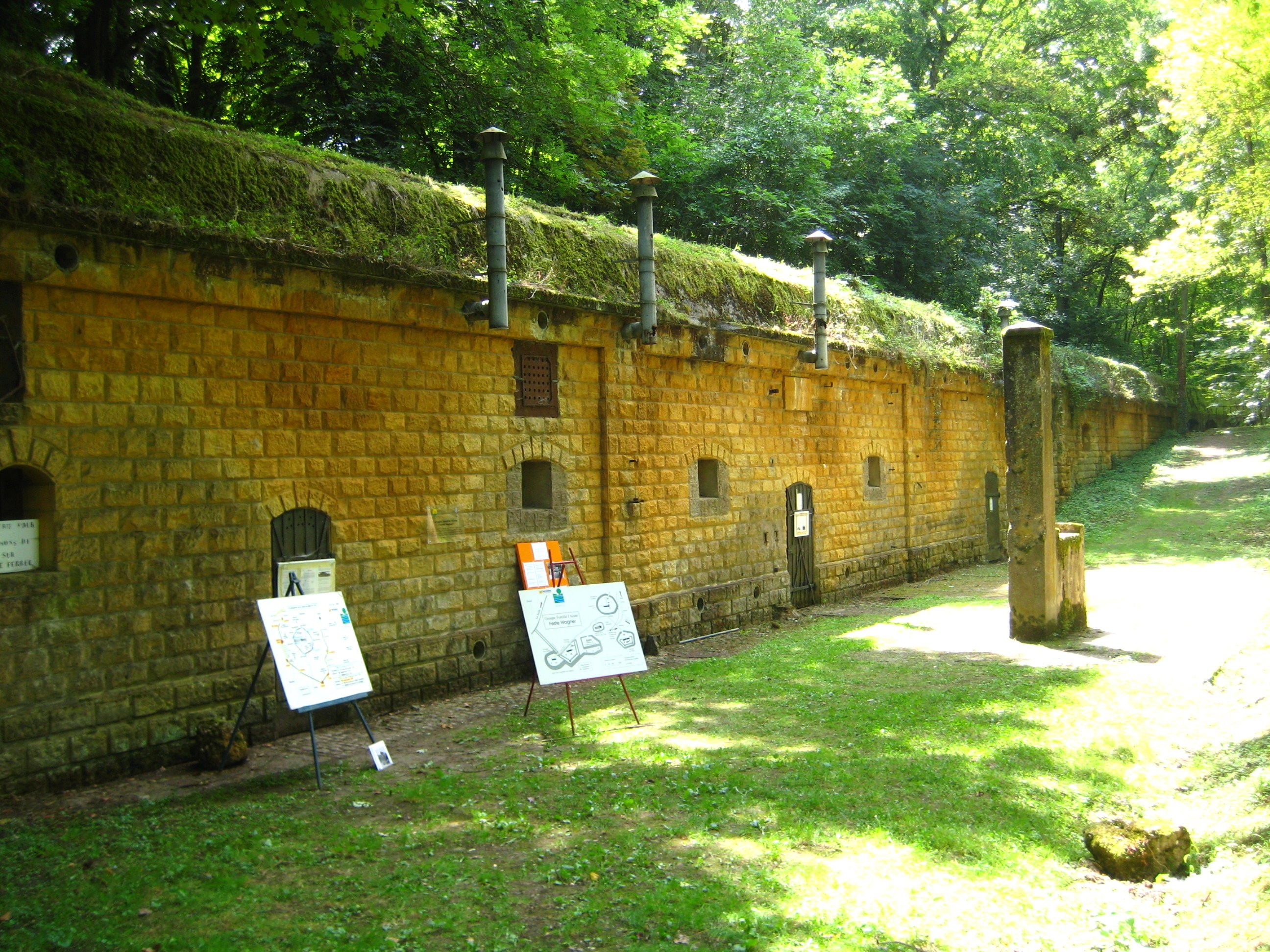
Fort de l’Aisne à Verny.

## Économie

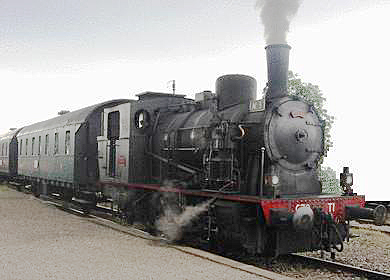
Locomotive Krupp, vallée de la Canner.

Au Moyen Âge, deux cent quatorze villages dépendaient de l’ancien pays messin, divisé pour des raisons fiscales en : Val de Metz, L’Isle, Le Saulnois, le Haut Chemin, le Franc-Alleu, le Ban de Bazeilles, et la Terre de Gorze. Les sommes recueillies dans les villages servent principalement à entretenir la ville de Metz.
Le pays messin était constitué des villages entourant la ville où vivaient les vilains (ou pauvres gens), qu’on appelait ici « villons » (bonnes gens des villages) dans les textes de loi, se composaient de serfs et d’hommes libres, vignerons ou laboureurs.
Ceux-là ne participaient pas au gouvernement de la cité messine qui devait les défendre. En échange, ils payaient des sommes parfois importantes à titre de redevances ordinaires ou de taille extraordinaire qui ne comprenaient pas les cens, les dîmes et les corvées dues au seigneur du lieu.
Ceux-ci fournissaient beaucoup de seigle, peu de froment ; la partie dite de l’évêché était la plus fertile.
Cependant, on récoltait beaucoup de noix, de cerises et les vignobles se comptaient en grand nombre, comme ceux de Lorry, de Longeville, de Lessy, d’Ancy et d’Augny qui étaient les plus réputés. Il y avait à Ars un canton appelé de Varennes, qui fournissait un vin excellent qui avait été jugé « digne de la table du roi ».
Il y a peu de « montagnes » et de forêts dans le pays, mais les étangs et les rivières fournissaient du bon poisson.
On exploitait aussi quelques affleurements de minerai de fer qui étaient transformés à Metz en Fournirue.

## Seigneurie
Le ban des Treize, zone centrale du pays messin, relevait de la juridiction directe de Metz et du conseil des Treize, plus haute assemblée de la République messine. Ce ban municipal autour du noyau urbain de Metz était délimité par des maisons-fortes, comme celle de la Haute-Bevoye de Grigy au sud-est, ou encore de Thury (La Maxe) au nord.
Autrement, les villages du pays messin étaient souvent possessions privées d'abbayes messines, comme l'abbaye Saint-Vincent, de familles patriciennes de Metz (les paraiges) ou même parfois de l'évêque de Metz, y gardant des points d'appui. Au sein du patriarcat messin, la famille de Heu a exercé un certain pouvoir sur le pays durant le Moyen Âge, elle possédait des villages comme Ennery.

## Religion
Cultes catholique, juif et protestant (huguenot).
L'Alsace-Moselle étant allemande au moment de la séparation des Églises et de l'État en France en 1905, un régime spécifique des cultes lié au Droit Local, populairement appelé « Concordat », s'y applique.

### Catholicisme

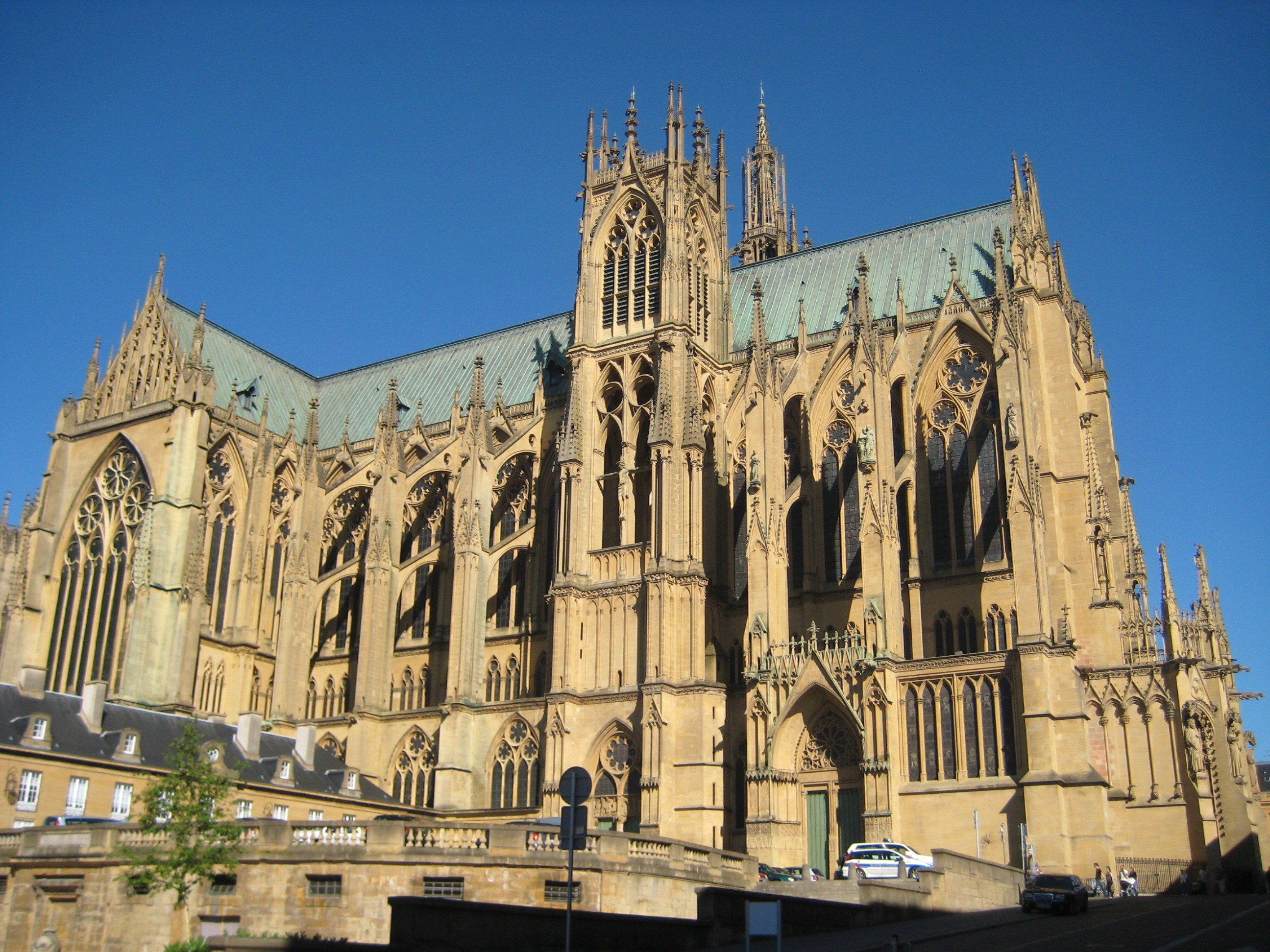
La cathédrale Saint-Étienne de Metz.

La cathédrale Saint-Étienne de Metz est la cathédrale française ayant la surface vitrée la plus importante (près de 6 500 m2 de vitraux). Elle possède les plus grandes verrières gothiques d'Europe. Elle est surnommée la « lanterne du bon Dieu ». Elle fait aussi partie des dix cathédrales les plus fréquentées de France.

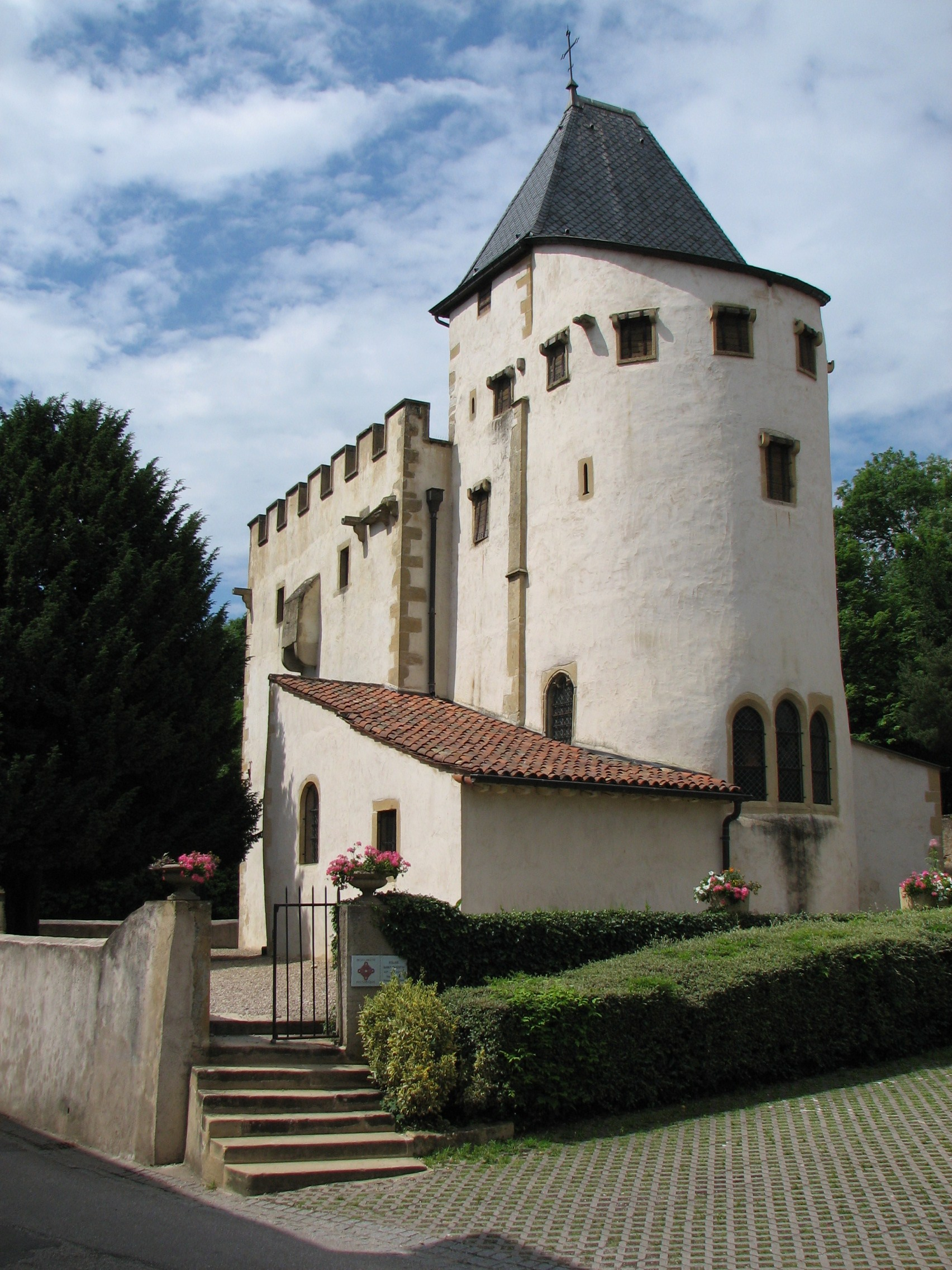
L'église Saint-Quentin de Scy-Chazelles.

Le pays messin possède plusieurs églises fortifiées notamment les églises Saint-Quentin de Scy-Chazelles, sépulture de Robert Schuman et Saint-Martin de Sillegny. Ces églises servaient de refuge aux habitants mais aussi aux seigneurs temporels et religieux.

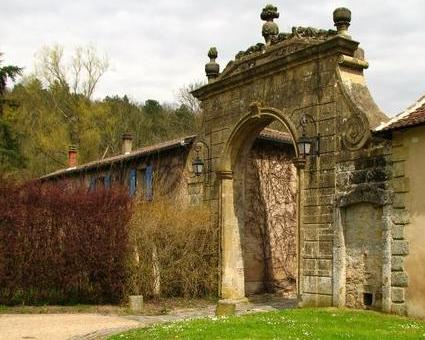
L’abbaye cistercienne de Villers-Bettnach. La porte Coislin datant du XVIIIe siècle.

L’abbaye de Villers-Bettnach est une ancienne abbaye cistercienne dont il reste encore quelques vestiges et ruines.

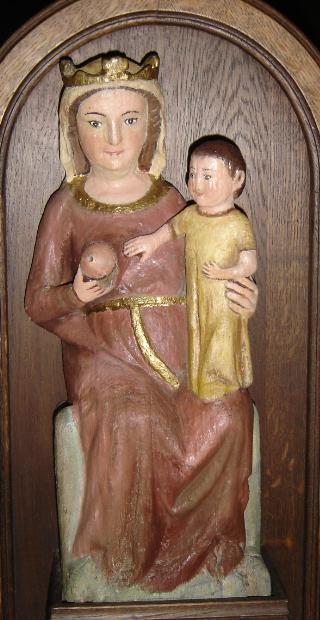
Notre-Dame-de-Rabas, Vigy.

Notre-Dame-de-Rabas est un site mythologique en pays messin qui donnait lieu à un pèlerinage et à un rite ambulatoire relatif à une fontaine dont il fallait neutraliser les effets maléfiques, qui trouve son origine dans des croyances préchrétiennes.
L’abbaye de Gorze dominait la terre de Gorze. Les abbayes messines possédaient de nombreux villages.

### Protestantisme

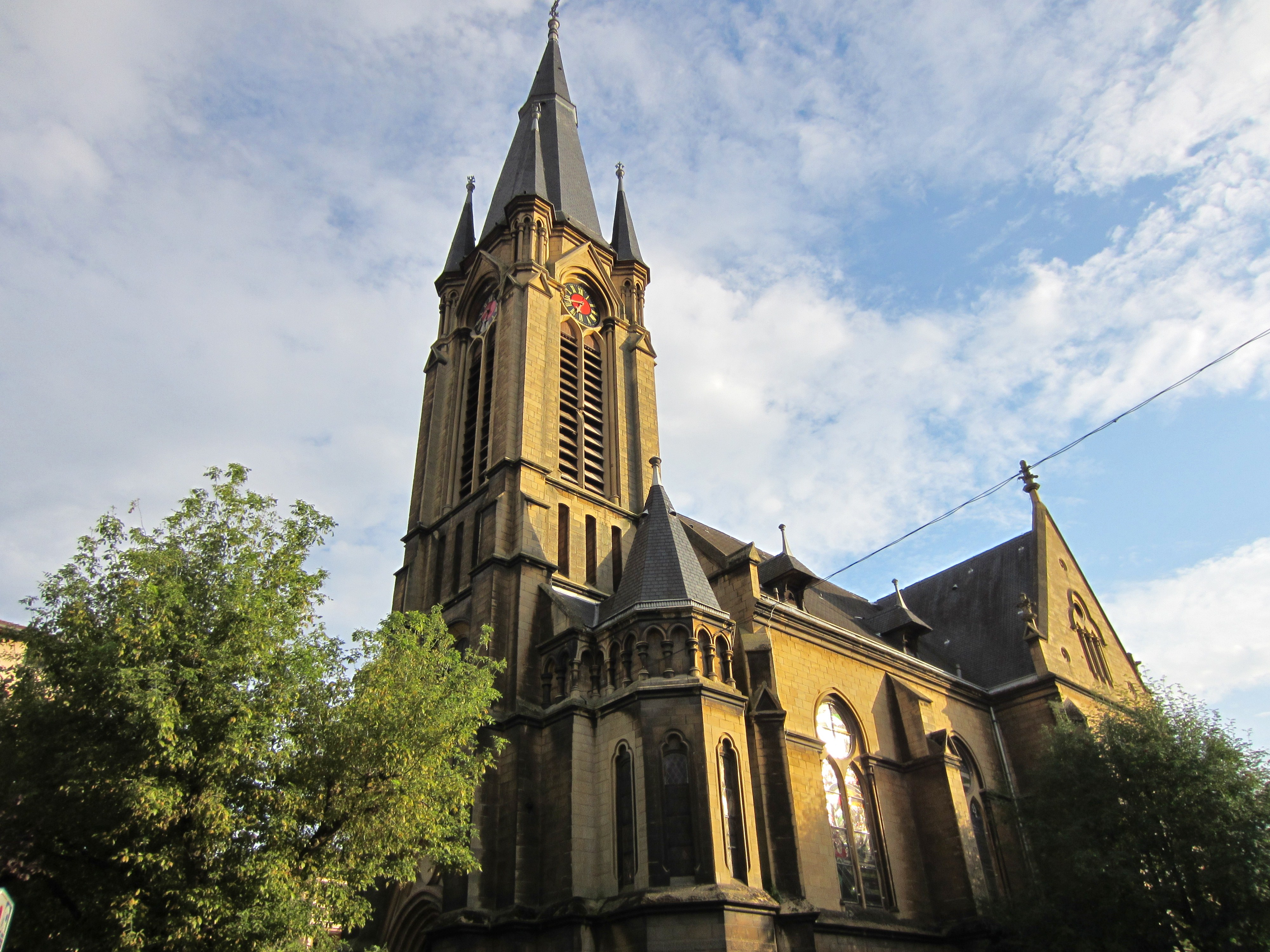
Horloge du temple de Montigny-lès-Metz.

La décision de Louis XIV, lors de la révocation de l'édit de Nantes, de mettre fin à l’exercice de la religion réformée en France, est une catastrophe pour le protestantisme du pays messin. De nombreux huguenots messins émigrent à Berlin et vont contribuer à l’économie d’autres pays. Durant la période du second empire allemand, un certain nombre de protestants, fréquemment des fonctionnaires impériaux ou des militaires, redonnèrent une visibilité au protestantisme messin. On leur doit notamment le temple luthérien rue Mazelle, le temple de garnison et le fameux Temple Neuf.

### Judaïsme
Il semble qu'il faut attendre 1567 pour que quelques familles soient autorisées à Metz et dans le pays messin.

### Patronage
Barbe la grande martyre est la sainte la patronne du pays messin.
Les habitants des communes du pays messin étaient tenus de se rendre à Metz, le jour de la procession donnée en l’honneur du saint patron de la ville saint Étienne. Ils traversaient alors la cité avec croix et bannières en chantant des cantiques dans leurs idiomes, jusqu’à la cathédrale où ils déposaient sur le maître autel une offrande composée de plusieurs oies grasses.

## Culture

### Langues et chant
On parlait le platt dans quelques villages, comme ceux d’Ennery ou Rugy, dans les châteaux des environs de Thionville et dans plusieurs localités de la partie dite de l’évêché.

### Marché de Noël
Marché de Noël de Metz, 
Illumination dans le pays messin de maisons,
Animation : crèche, etc.

### Saint-Nicolas
Le week-end de la Saint-Nicolas, samedi 3 et dimanche 4 décembre

#### Le messin
L'observatoire linguistique Linguasphere distingue sept variantes du lorrain et associe le messin à Metz, au pays messin et à toute la Moselle francophone.
D'après une carte des patois romans de la Moselle plus détaillée, le patois messin est une variante parlée dans le Haut Chemin, centrée sur Vigy juste sous la frontière linguistique mosellane.

#### Chants
Le chant messin est inventé en pays messin au IXe siècle : cet ancêtre du chant grégorien est originaire de l’abbaye de Gorze et des plus anciennes abbayes messines.
Un recueil de chants populaires du pays messin a été fait en 1881 par le comte Théodore-Joseph Boudet de Puymaigre (1816 ; † 1901).

### Cuisine

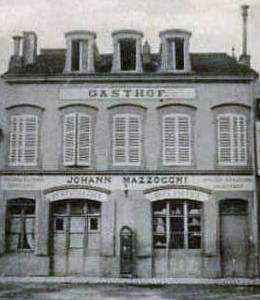
De nombreux restaurants existent depuis plusieurs siècles comme le Café-Restaurant de la Place à Vigy (ici en 1901).

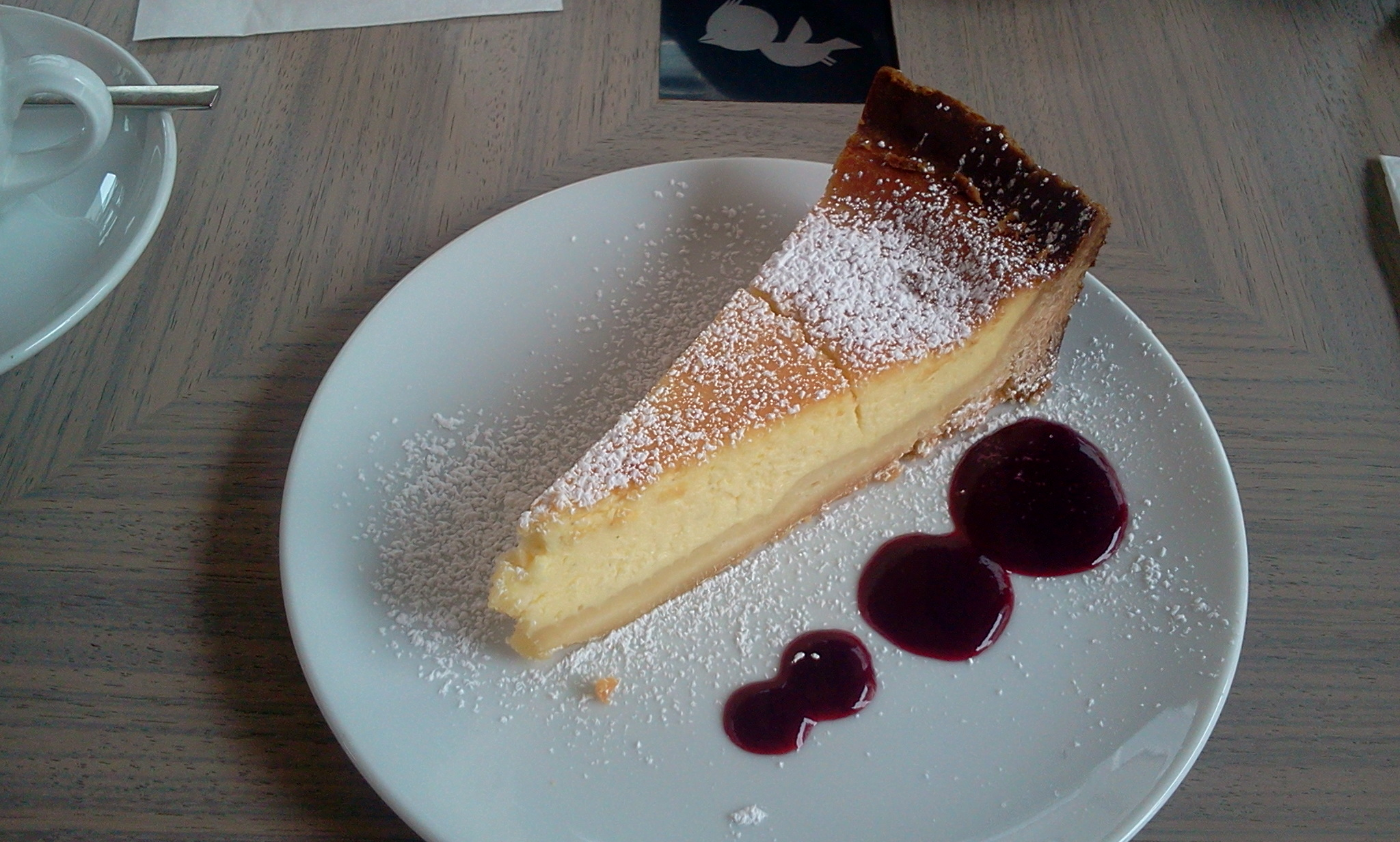
La tarte de Metz (appelée « tarte au me'gin ») est une spécialité du pays messin.

Le lard fumé est un ingrédient traditionnel de la cuisine locale. Il est utilisé dans de nombreux plats comme la quiche, les diverses recettes à base de pommes de terre.
Du pâté, la charcuterie, la potée, la tarte de Metz, aux mirabelles, à la rhubarbe sont consommés dans le Pays messin. Du vin est également produit dans les villages viticoles de la région.
La ville de Metz est aussi connue pour ses brioches tressées.

### Randonnée pédestre
Sur les routes de nombreux panneaux indiquent des promeneurs 

## Personnalités liées

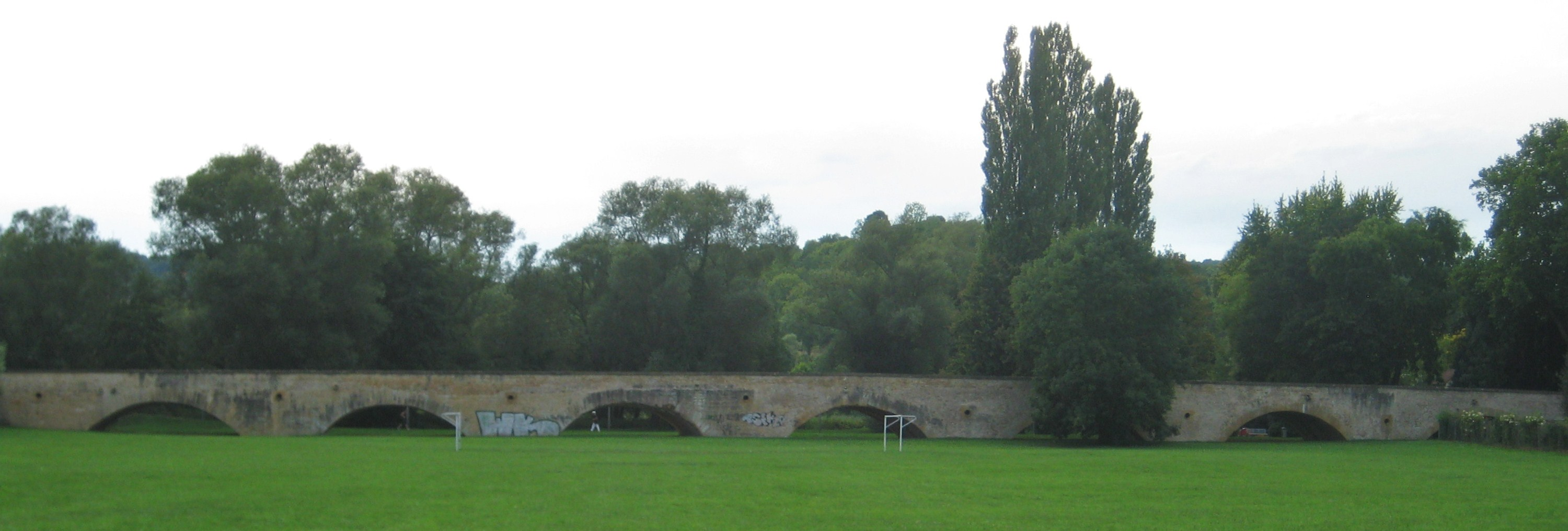
Moulins-lès-Metz, le vieux pont (1614).

- Philippe Naudé (28 décembre 1654 à Metz - 7 mars 1729 à Berlin, est un mathématicien et théologien huguenot français)
- Charles Ancillon (29 juillet 1659 à Metz- 5 juillet 1715 à Berlin), est un historien français